# باولو بيزولانو
باولو بيزولانو (بالإسبانية: Paulo Pezzolano) (مواليد 25 أبريل 1983 في مونتيفيديو - الأوروغواي) لاعب كرة قدم أوروغواياني يلعب حاليا لصالح نادي الدرجة الأولى ريال مايوركا الإسباني منذ 2009 في مركز الوسط المهاجم كما يجيد اللعب في مركز الجناح الأيسر .

## روابط خارجية
- باولو بيزولانو على موقع إي إس بي إن إف سي (الإنجليزية)
- باولو بيزولانو على موقع قاعدة بيانات كرة القدم.إي يو (الإنجليزية)
- باولو بيزولانو على موقع Soccerway.com (الإنجليزية)